# Norwood (Georgia)
Norwood – miasto w Stanach Zjednoczonych, w stanie Georgia, w hrabstwie Warren.